# Frýdštejn
Frýdštejn är en ort i Tjeckien.   Den ligger i distriktet Okres Jablonec nad Nisou och regionen Liberec, i den norra delen av landet, 80 km nordost om huvudstaden Prag. Frýdštejn ligger 497 meter över havet och antalet invånare är 837.
Terrängen runt Frýdštejn är kuperad åt nordost, men åt sydväst är den platt. Runt Frýdštejn är det tätbefolkat, med 257 invånare per kvadratkilometer. Närmaste större samhälle är Liberec, 14,7 km nordväst om Frýdštejn. Omgivningarna runt Frýdštejn är en mosaik av jordbruksmark och naturlig växtlighet.